# Зембинское гетто
Зе́мбинское гетто (июль 1941 — 18 августа 1941) — еврейское гетто, место принудительного переселения евреев города Зембин Борисовского района Минской области в процессе преследования и уничтожения евреев во время оккупации территории Белоруссии войсками нацистской Германии в период Второй мировой войны.

## Оккупация Зембина
В 1926 году евреев в Зембине было 69,9 % — 838 человек из общего числа 1 199 жителей.
Войска вермахта оккупировали Зембин с первых числах июля 1941 года до 30 июня 1944 года, и через неделю после захвата города переписали всё население, выявив около 400 еврейских семей и приказав им нашить желтые латы на верхней одежде на груди и на спине.

## Создание гетто
Для выполнения программы уничтожения евреев в Зембине в июле 1941 года нацисты организовали гетто — рядом с еврейским кладбищем, на Рабоче-крестьянской улице (ныне — улица Изи Харика).
Гетто было огорожено колючей проволокой и в него сначала попали более 700 человек. Узников использовали на принудительных работах и постоянно грабили.

## Уничтожение гетто
Гетто в Зембине просуществовало один месяц.

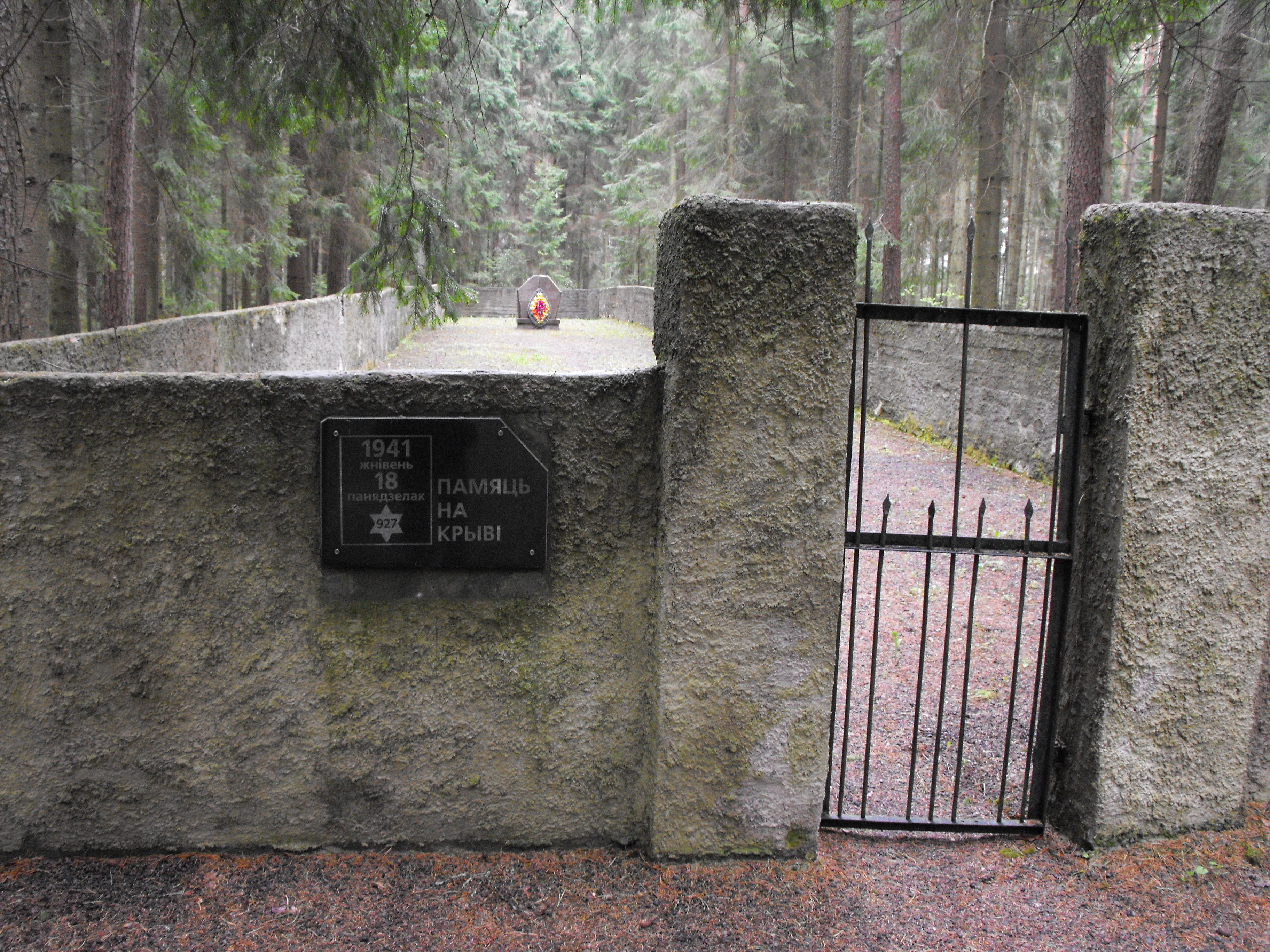

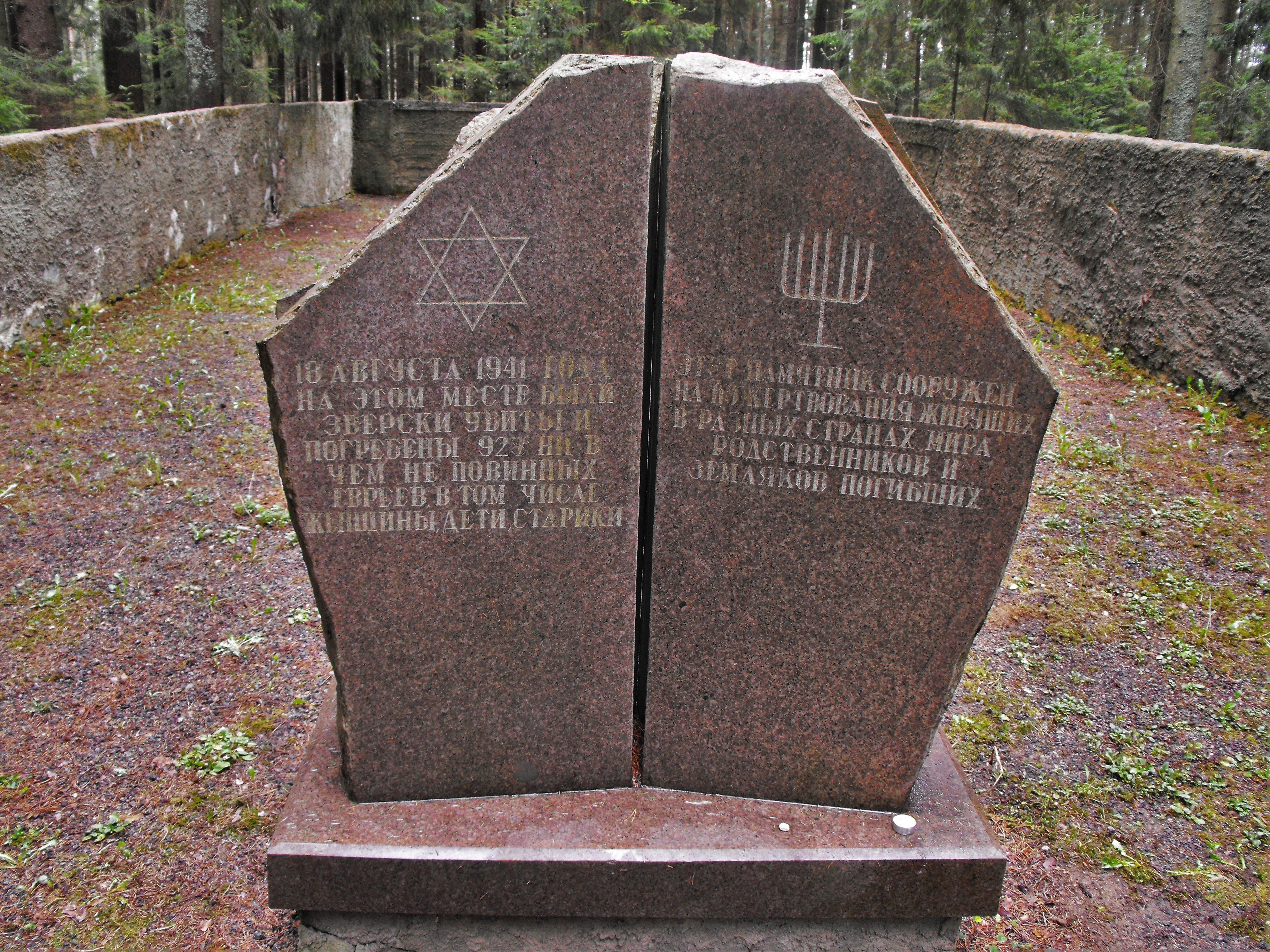
Памятник на месте убийства узников Зембинского гетто

В середине августа 1941 года 18 евреям приказали выкопать на северной окраине Зембина огромную яму длиной 46 метров и шириной 3 метра со ступеньками вниз по краям. Чтобы не вызвать подозрений, немцы заявили, что яма нужна для захоронения негодной военной техники, мешающей работе на полях. Утром 18 августа (17 июля) 1941 года, в понедельник, полицаи Гнот и Голуб приказали узникам гетто собраться около базара якобы для проверки документов и, когда все пришли, их заставили стать на колени.
Полицаи отобрали 20 самых физически крепких мужчин, отвели их в лес к яме и застрелили. Затем оставшихся евреев отводили туда же и убивали группами по 15-20 человек. Массовое убийство 927 (760) евреев, в большинстве стариков, женщин и детей, было закончено к трем часа дня 18 августа 1941 года и яма с их телами была засыпана.
Шендеров, который из-за преклонного возраста не мог уже сам передвигаться, и родных которого заставили принести его, умер сам, ещё до расстрела, на руках близких. Из всех обречённых палачи оставили в живых только малолетних дочку и сына Хаси Ходасевич, отец которых не был евреем. Её дочка — Рема Асиновская-Ходасевич — сказала переводчику про своего русского отца, что подтвердил начальник полиции Зембина Давид Эгоф (поволжский немец, работавший до войны в зембинской школе учителем немецкого языка). Рему и её четырёхлетнего брата отпустили, а мать и всех родных расстреляли.

## Организаторы и исполнители убийств
Главными организаторами массового убийства евреев Зембина (которое немцы обычно называли эвфемизмом «акция») были: начальник службы безопасности (СД) города Борисова Шонеман (Шенеман, Шейнеман), служащие гестапо Берг и Вальтер, комендант города Борисова Шерер, комендант Зембина Илек, переводчик Люцке, бургомистр Зембина Давид Эгоф, начальник отделения полиции Зембина Василий Харитонович, его заместитель Феофил Кабаков (которого позже убьют партизаны) и полицейские из местных жителей: Алексей Рабецкий, Константин Голуб, Григорий Гнот, Константин и Павел Анискевичи, Яков Копыток.

## Память
В 1967 году родственники погибших евреев на свои средства огородили место расстрела бетонным забором и установили памятную доску (в 1992 году заменённую на металлическую для большей сохранности от неоднократных актов вандализма).
В августе 2001 года зарубежные родственники зембинских евреев, убитых во времена Катастрофы, собрали деньги и установили памятник на месте расстрела.
Опубликованы неполные списки погибших евреев Зембина.